# Jonas Robeck (borgmästare)
Jonas Robeck, född 1700 i Uppland, död 26 mars 1777, var en svensk borgmästare och politiker.

## Biografi
Jonas Robeck föddes 1700 i Uppland. Han blev 1724 auskultant i Svea hovrätt, 1745 sekreterare i Svea hovrätt, 1747 assessor i Svea hovrätt, 1756 hovrättsråd i Svea hovrätt och 1757 justitieborgmästare i Stockholms stad. Robeck var riksdagsledamot för borgarståndet i Stockholms stad vid riksdagen 1760–1762. Han avled 1777.

### Familj
Robeck gifte sig 8 juni 1736 med Maria Lucia Gyllenbååt (1712–1771), dotter till hovrättsrådet Casper Gyllenbååt och Catharina Gyllenbååt.